# Manderlay
Manderlay es la segunda película de la trilogía Estados Unidos: tierra de oportunidades del director danés Lars von Trier. En ella se intenta tratar en profundidad las causas del racismo.

## Sinopsis
La acción arranca pocos días después del final de Dogville. Grace viaja junto a su padre a Alabama , al sur de los Estados Unidos. Se topan con una plantación de algodón, Manderlay, en la cual todavía se rige la esclavitud. Grace consigue liberar a los esclavos, y decide quedarse para establecer una comunidad democrática... con muy malos resultados.

## Casting
- Bryce Dallas Howard – Grace Margaret Mulligan

- Willem Dafoe – Padre de Grace

- Danny Glover – Wilhelm

- Lauren Bacall – Mam

- Jean-Marc Barr – Mr. Robinson

- Udo Kier – Mr. Kirspe

- Isaach de Bankolé – Timothy

- Michäel Abiteboul – Thomas

- Geoffrey Bateman – Bertie

- Virgile Bramly – Edward

- Ruben Brinkman – Bingo

- Doña Croll – Venus

- Jeremy Davies – Niels

- Llewella Gideon – Victoria

- Mona Hammond – Wilma anciana

- Ginny Holder – Elizabeth

- Emmanuel Idowu – Jim

- Zeljko Ivanek – Dr. Hector

- Teddy Kempner – Joseph

- Rik Launspach – Stanley Mays

- Suzette Llewellyn – Flora

- Charles Maquignon – Bruno

- Joseph Mydell – Mark

- Javone Prince – Jack

- Clive Rowe – Sammy

- Chloë Sevigny – Philomena

- Nina Sosanya – Rose

## Análisis
Modificado a Manderlay, Lars von Trier utilizó la mansión del clásico de Hitchcok Manderley para la segunda parte de su trilogía América (2005). La escena en la puerta cerrada de la finca alude a la secuencia final de ese clásico.
Al igual que su predecesora, Dogville, Manderlay está rodada con muy poco decorado, usando sencillamente aquellos objetos imprescindibles para el argumento y sustituyendo paredes y puertas por marcas en el suelo similares a las de tiza en una pizarra.
Esta película fue criticada principalmente por el hecho de que, para una escena, de verdad se mató un asno. La escena finalmente se eliminó, debido a que Von Trier fue muy criticado y la gente comenzó a echársele encima. Von Trier intentó arreglarlo, en vano, diciendo que importa más la libertad de expresión de las personas que la vida o la muerte de un animal, lo que disgustó a mucha gente. Es interesante señalar que el movimiento Dogma 95, del cual Von Trier es fundador, tiene un mandamiento en el que dice que no se puede incluir muertos. La película, no obstante, no se realizó dentro del movimiento Dogma95.
- Datos: Q1141731
- Multimedia: Manderlay / Q1141731